# Sanitätskommando 600
Das Sanitätskommando 600 war eines der Sanitätskommandos des Heeres der Bundeswehr. Der Stabssitz war Neumünster. Das Sanitätskommando war dem Territorialkommando Schleswig-Holstein unterstellt.

## Aufträge
Das Sanitätskommando bündelte auf Ebene des Territorialkommandos die Sanitätstruppen des Territorialheeres nördlich der Elbe. Auftrag war vorrangig die sanitätsdienstliche Versorgung der Soldaten des Territorialheeres insbesondere der direkt dem Territorialkommando Schleswig-Holstein unterstellten Truppenteile in einem oder mehreren dazu einzurichtenden Hauptverbandplätzen. Da kein eigenständiges Wehrbereichskommando I ausgeplant war, führte das Sanitätskommando auch Einrichtungen wie die Sanitätszentren, die bereits im Frieden mit der medizinischen Grundversorgung der Soldaten beauftragt waren, aber in anderen Territorialkommandos den Wehrbereichskommandos nachgeordnet waren. Zu den Einrichtungen, die in den anderen Wehrbereichen von nachgeordneten Stellen geführt wurden, zählten auch die direkt dem Sanitätskommando 600 unterstellten Lazarette, die meist näher als die Reservelazarettgruppen am zu erwartenden Vorderen Rand der Verteidigung lagen.
Lageabhängig unterstützte das Sanitätskommando die Truppen des deutsch-dänischen Korps LANDJUT. Das Sanitätskommando 600 war mit den Aufbau und Betrieb einer Reservelazarettorganisation im rückwärtigen Gebiet beauftragt. Eine Besonderheit war, dass einige dieser Reservelazarettgruppen auf Sylt angesiedelt waren. In der Rettungskette der Bundeswehr nahmen die Sanitätskommandos die oberste Stufe ein. Durch die schienengebundenen Krankentransportzüge war das Sanitätskommando befähigt, auf dem Schienenweg Verwundete zu befördern. Die Verwundeten wurden aus den vorgeschobenen Lazaretten und aus den Verbandplätzen des Territorial- oder Feldheeres übernommen und in die rückwärtigen Reservelazarette des Sanitätskommandos 600 befördert. Dort sollte die weitere Behandlung und Genesung erfolgen. Der Kommandeur des Sanitätskommandos als Leitender Sanitätsoffizier des Territorialkommandos und die nachgeordneten Sanitätsoffiziere berieten den Befehlshaber des Territorialkommandos in sanitätsdienstlichen und wehrmedizinischen Fachfragen. Im Rahmen der zivil-militärischen Zusammenarbeit leistete das Sanitätskommando Katastrophenhilfe.
Im Frieden bestand das Sanitätskommando um 1989 nur aus wenigen aktiven Truppenteilen und nur wenigen aktiven Soldaten. Stattdessen musste das eingelagerte Gerät erst im Verteidigungsfall mobil gemacht oder von zivilen Organisationen eingezogen werden. Wesentliches Element für den Aufwuchs war die Einberufung von Reservisten, darunter insbesondere Reservesanitätsoffiziere. In stärkerem Maß als in anderen Bereichen der Bundeswehr wurden zivile Kräfte wie ungediente Ärzte, Sanitäter, Krankenpfleger und Krankenschwestern für den Betrieb der Reservelazarette eingeplant. Insgesamt entsprach die Größe des Sanitätskommandos nach der Mobilmachung mit etwa 6700 Soldaten und rund 2800 zivilen Kräften in etwa der Größe von zwei Brigaden des Feldheeres.

## Gliederung

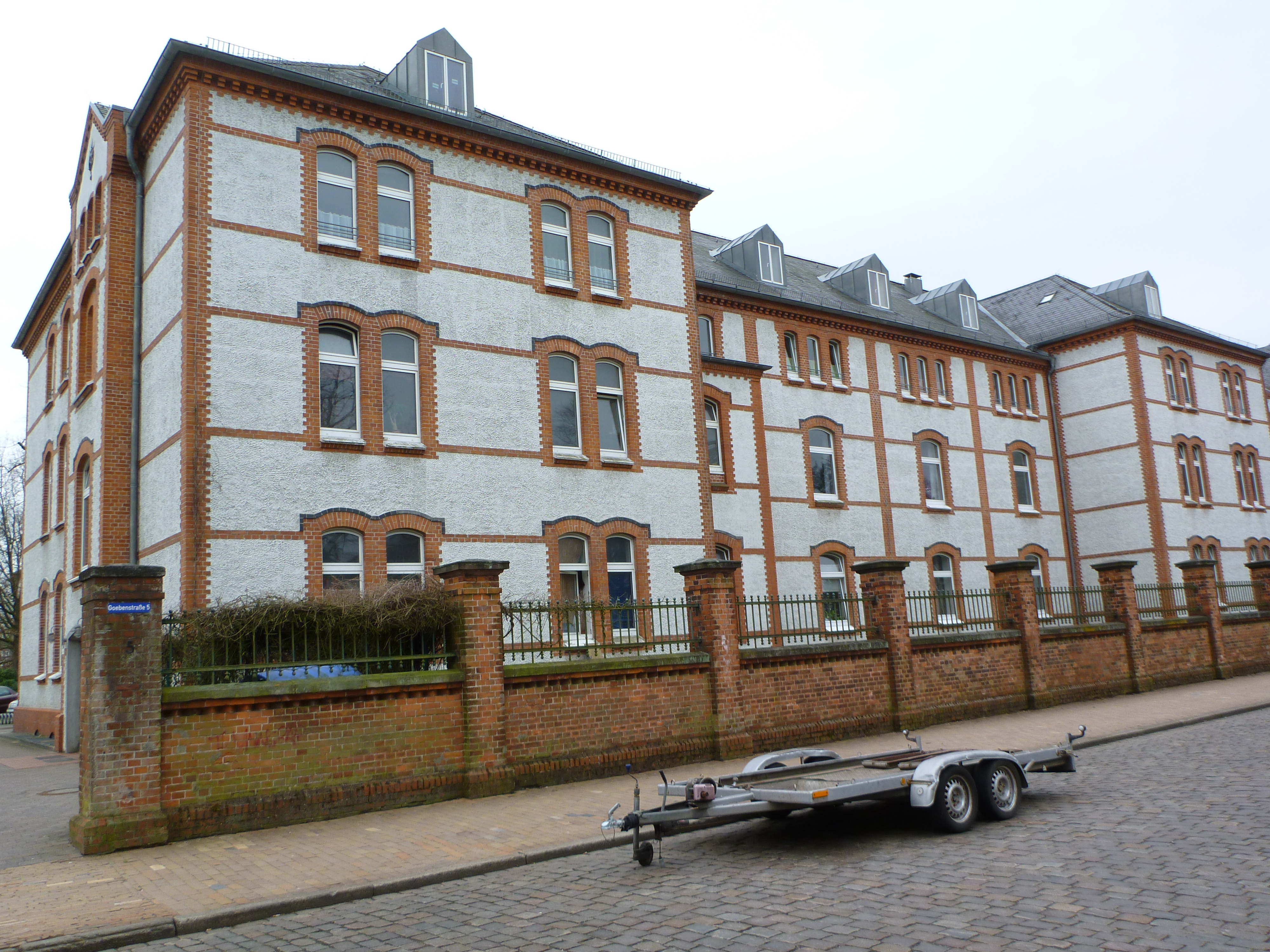
Ehemaliger Stabssitz in der Goebenstraße 5 in Neumünster

Um 1989 gliederte sich das Sanitätskommando grob in:
- Stab/Stabskompanie Sanitätskommando 600, Neumünster
  -  Sanitätsbataillon 610 (gekadert), Itzehoe
  -  Krankentransportkompanie (Schiene) 601 (GerEinh), Hohenwestedt
  -  Krankentransportkompanie (Schiene) 602 (GerEinh), Hohenwestedt
  -  Krankentransportkompanie (Schiene) 603 (GerEinh), Hohenwestedt
  -  Krankentransportkompanie (Schiene) 604 (GerEinh), Hohenwestedt
  -  Krankentransportkompanie (Schiene) 605 (GerEinh), Heide
  -  Krankentransportkompanie (Schiene) 606 (GerEinh), Heide
  -  Lazarett 6141 (GerEinh), Schleswig
  -  Lazarett 6142 (GerEinh), Itzehoe
  -  Lazarett 6143 (GerEinh), Heide
  -  Lazarett 6144 (GerEinh), Neumünster
  -  Lazarett 6146 (GerEinh), Klein Wittensee
  -  Lazarett 6147 (GerEinh), Hohenlockstedt
  -  Reservelazarettgruppe 6101 (GerEinh), Hörnum
  -  Reservelazarettgruppe 6102 (GerEinh), Seeth
  -  Reservelazarettgruppe 6103 (GerEinh), Westerland
  -  Reservelazarettgruppe 6104 (GerEinh), Heide
  -  Reservelazarettgruppe 6105 (GerEinh), Heide
  -  Reservelazarettgruppe 6106 (GerEinh), Idstedt
  -  Reservelazarettgruppe 6107 (GerEinh), Idstedt
  -  Reservelazarettgruppe 6108 (GerEinh), Hörnum
  -  Reservelazarettgruppe 6109 (GerEinh), Hörnum
  -  Reservelazarettgruppe 6110 (GerEinh), Westerland
  -  Reservelazarettgruppe 6111 (GerEinh), Albersdorf

Hinweis: die Sanitätslager im Bereich des Territorialkommandos wurden durch das Versorgungskommandos 600 betrieben.

## Geschichte
Das Sanitätskommando wurde etwa 1969 zur Einnahme der Heeresstruktur III in der Sick-Kaserne in Neumünster aufgestellt.
Nach Ende des Kalten Krieges wurde das Sanitätskommando bis 1994 etwa zeitgleich mit der Auflösung des Territorialkommandos Schleswig-Holstein außer Dienst gestellt.

## Verbandsabzeichen

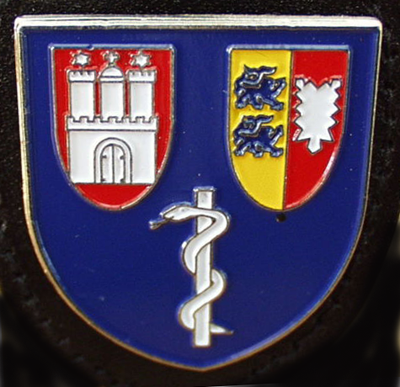
Internes Verbandsabzeichen des Stabes/Stabskompanie

Das Sanitätskommando führte aufgrund seiner Ausplanung als Teil der direkt dem Territorialkommando ähnlich wie Korpstruppen unterstellten Truppen kein eigenes Verbandsabzeichen. Die Soldaten trugen daher das Verbandsabzeichen des übergeordneten Territorialkommandos.
Als „Abzeichen“ wurde daher unpräzise manchmal das interne Verbandsabzeichen des Stabes und der Stabskompanie „pars pro toto“ für das gesamte Sanitätskommando genutzt. Es zeigte die beiden Landeswappen von Hamburg und Schleswig-Holstein sowie einen Äskulapstab ähnlich wie im Barettabzeichen der Sanitätstruppe. Der Schild war in der blauen Waffenfarbe der Sanitätstruppe grundiert.